# Anamesia fulvornata
Anamesia fulvornata är en kackerlacksart som beskrevs av Johann Gottlieb Otto Tepper 1894. Anamesia fulvornata ingår i släktet Anamesia och familjen storkackerlackor. Inga underarter finns listade i Catalogue of Life.